# Saint-Michel, Gers
Saint-Michel är en kommun i departementet Gers i regionen Occitanien i sydvästra Frankrike. Kommunen ligger i kantonen Mirande som tillhör arrondissementet Mirande. År 2022 hade Saint-Michel 246 invånare.

## Befolkningsutveckling
Antalet invånare i kommunen Saint-Michel
Referens:INSEE